# Abadim
Abadim ist eine Ortschaft und Gemeinde im Norden Portugals.

## Geschichte
Der Ortsname deutet auf eine Existenz seit der arabischen Herrschaft ab dem 8. Jahrhundert.
Es war bereits Sitz eines eigenen Verwaltungskreises, als König D. Afonso III. Abadim dem Ritter Rui Viegas gab.
Am 12. Oktober 1514 erhielt Abadim Stadtrechte durch König D. Manuel I.
Im Zuge der Verwaltungsreformen nach dem liberalen Bürgerkrieg wurde der Kreis von Abadim 1836 aufgelöst. Seither ist es eine Gemeinde im Kreis Cabeceiras de Basto.

## Verwaltung
Abadim ist Sitz einer gleichnamigen Gemeinde (Freguesia) im Kreis (Concelho) von Cabeceiras de Basto im Distrikt Braga. Die Gemeinde besitzt eine Fläche von 15,1 km² und hat 472 Einwohner (Stand 19. April 2021).
Folgende Ortschaften liegen im Gemeindegebiet:
- Abadim
- Ponte da Ranha
- Ponte Nova
- Torrinheiras
- Travassô

## Bauwerke
- Pfarrkirche S. Jorge de Abadim
- Castelo da Torre (Burgturm)
- Casa da Ramada
- Pelourinho (Schandpfahl)
- Moinhos do Rei